# Zdeněk Řezníček (1904)
Zdeněk Řezníček (16. února 1904, Třebíč – 17. dubna 1975, Praha) byl český básník a překladatel. Používal i pseudonymy Zdeněk Řezníček-Sid nebo Zd. Sid.

## Biografie
Zdeněk Řezníček se narodil v Třebíči v úřednické rodině, jeho otcem byl poštovní úředník, měl další tři sourozence. V roce 1915 nastoupil na Gymnázium Třebíč, kdy v roce 1918 pak přešel na dvouletou městskou obchodní školu, kterou dokončil v roce 1920. V roce 1926 pak nastoupil na Obchodní akademii Dr. Albína Bráfa, kde v roce 1929 odmaturoval. Od 20. let 20. století působil jako politický pracovník v komunistickém hnutí a spoluzakládal KSČ v Třebíči, spolupracoval s Bohumírem Šmeralem, Gustavem Klimentem a Ottou Rydlem. Působil také jako třebíčský novinář, kdy spoluzaložil místní noviny Jiskra (budoucí Horácké noviny). Mezi lety 1929 a 1938 působil na místě úředníka ve znojemské nemocnici a také jako jeden z autorů časopisu Proč a proto, ve Znojmě se také stal otcem dvou dcer a oženil se. Od roku 1930 překládal knihy pro nakladatelství Stará Říše. Po roce 1938 se přestěhoval do Kroměříže, kde působil opět jako úředník v nemocnici a od roku 1945 jako ředitel nemocnice. V roce 1964 odešel do důchodu a roku 1974 se přestěhoval do Prahy, kde v roce 1975 zemřel na rakovinu plic.

## Dílo
Byl členem skupiny Devětsil. Spolupracoval s Bedřichem Václavkem, kdy z jeho popudu překládal primárně ruské autory, pracoval tak pro časopisy Index a Blok. Po roce 1930 konvertoval ke katolické víře a začal pracovat s Josefem Florianem. Od roku 1948 již nebyl literárně činný.
Zpočátku pracoval primárně ve znojemských novinách, jako byly Dělnické listy, Bič a Karabáč, působil také v třebíčských novinách Jiskra, časopisech Index, Blok, Pásmo, Rovnost, Akord, Jitro, Poezie, Řád, Vyšehrad a do mnoha dalších. Později (1939–1947) se stal vydavatelem edice Magnificat, která se věnovala duchovní literatuře, v této edici vydával i své básně. Jeho básně také vycházely v samizdatových sbornících.
Jeho dílo je ovlivněno tvorbou Jana Zahradníčka a Bohuslava Reynka.

### Poezie
- Samoty, 1939
- Vysočina, Vysočina, Kroměříž 1939, Frontispic Jiří Reynek, Tisk Karel Kryl v Kroměříži, 58 s.
- Spočinutí, Kroměříž 1941, Dřevoryt Michael Florian, Tisk Karel Kryl v Kroměříži, 52 s.
- Sníh, 1941
- Soumraky prozářené (Básnický triptych – Poezie z let 1942–1945), Kroměříž 1945, Linoryty František Matoušek, Tisk Karel Kryl v Kroměříži. 46 s.
- Glosy z lahve, 1945
- Ztlumený hlas, 1948

### Překlady
- Vasilij Vasiljevič Rozanov, Osamocení, 1937
- Max Picard, Útěk před Bohem, 1938
- Quido Gezelle, Verše, 1942
- Adalbert Stifter, Polní květiny, 1943

### Ostatní
- Administrativní příručka pro ošetřovatelský personál, 1947
- 100 let českého národního života v Kroměříži, katalog výstavy, Kroměříž 1948, Ústřední výstavní výbor, výtvarná spolupráce František Vrobel, 172 s.